# Plebicula anticoalbocincta
Plebicula anticoalbocincta är en fjärilsart som beskrevs av Ruggero Verity 1943. Plebicula anticoalbocincta ingår i släktet Plebicula och familjen juvelvingar. Inga underarter finns listade i Catalogue of Life.